# Araneus triangulus
Araneus triangulus är en spindelart som först beskrevs av Fox 1938.  Araneus triangulus ingår i släktet Araneus och familjen hjulspindlar. Inga underarter finns listade i Catalogue of Life.